# Drăganu (gmina)
Drăganu – gmina w Rumunii, w okręgu Ardżesz. Obejmuje miejscowości Băcești, Drăganu-Olteni, Dumbrăvești i Prislopu Mare. W 2011 roku liczyła 2026 mieszkańców.